# Endimión

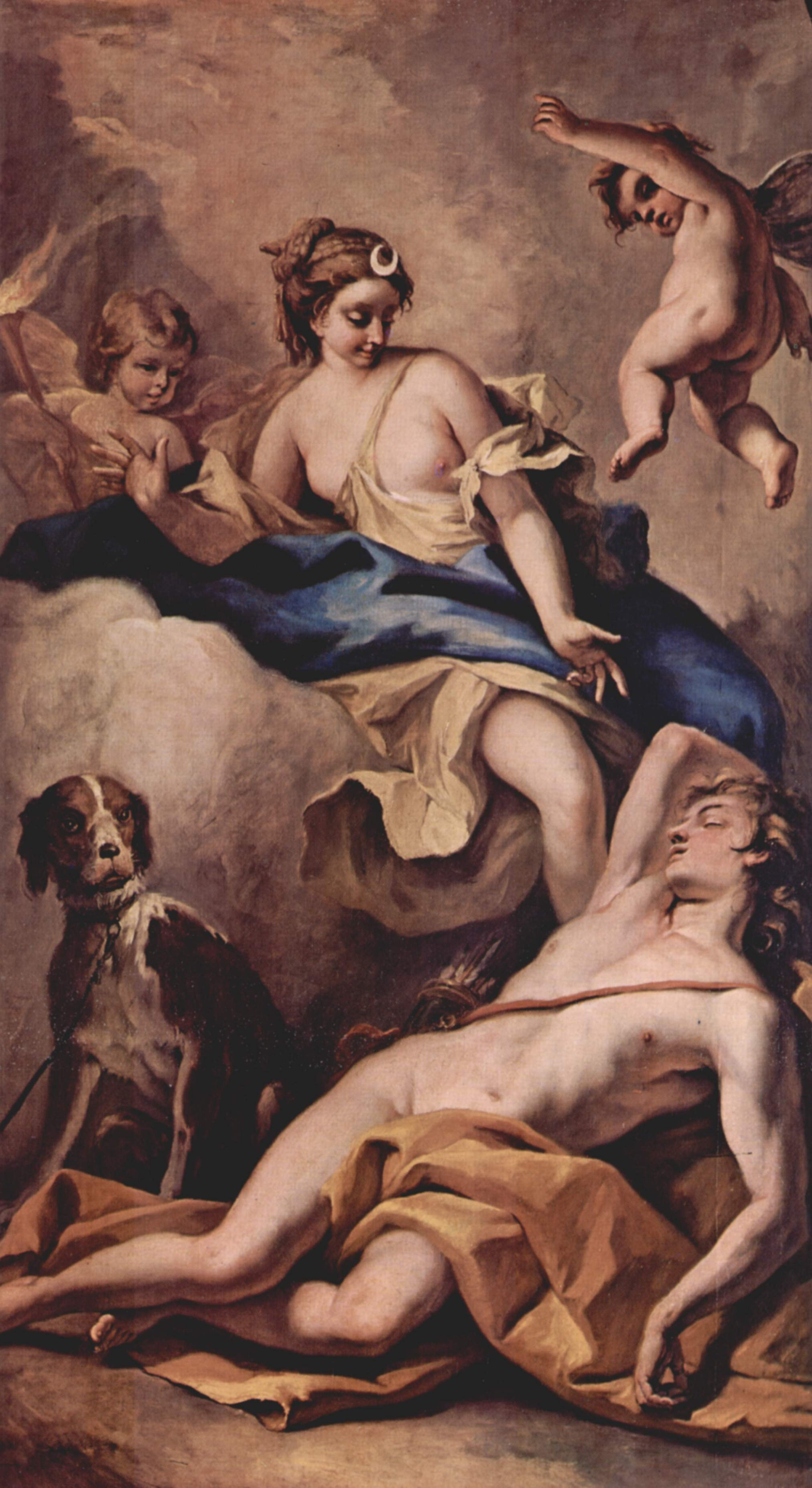
Endimión duerme observado por Selene. Pintura de Sebastiano Ricci.

Endimión (en griego antiguo Ἐνδυμίων Endymíôn) es un personaje de la mitología griega. Dicen que Selene, por ser uno de los muchachos más hermosos, se enamoró de él.

### Ascendencia y gobierno
Endimión era hijo de Aetlio o Etlio y Cálice, hija de Eolo,o bien su padre era Aetno, o incluso otros dicen que era hijo de Zeus y Fenisa, hija de Alfión. Sea como fuere Endimión llevó a una parte de los eolios desde Tesalia hasta la ciudad que fundó, Élide. Se dice que desplazó a Clímeno, el cretense, hijo de Cardis proclamándose rey de Élide. Otras fuentes citan en cambio que fue su padre Etlio el primer rey de Élide, sucediéndole Endimión en el trono.

### Descendencia
El nombre de la esposa de Endimión no posee una tradición fija e incluso las propias fuentes ofrecen variantes. Así una fuente dicen que de Endimión y una ninfa náyade innominada (o Neis) o bien de una tal Ifianasa, nació Etolo.La otra fuente nos dice que Endimión tomó por esposa a Asterodia, o bien a Cromia, la hija de Itono, hijo de Anfictión, e incluso a Hiperipe, hija de Árcade. Dicen que Endimión tuvo a Peón, Epeo y Etolo, y además una hija, Eurícida(o Eurípile). O bien su hija era Pisa, epónima de la Pisa de Olimpia. Se le considera uno de los precursores de los Juegos Olímpicos ya que hizo que sus hijos corriesen una carrera en Olimpia cuyo vencedor sería el heredero del trono. Venció Epeo, quien le sucedió y desde entonces sus súbditos son llamados epeos. Incluso otras versiones dicen que Endimión fue padre, sin especificar la consorte, del epónimo Naxo o que Narciso nació de Selene y Endimión. También tuvo cincuenta hijas innominadas con Selene, las menaí «lunas», que son las lunaciones que transcurren en cada olimpiada.

### Selene y Endimión
Sobre el enamoramiento de Selene con Endimión hay varias versiones, aunque son los poetas latinos quienes lo imaginan como un pastor cario y no como un rey eleo. Selene se enamoró de él al contemplar la belleza de su cuerpo desnudo y así yació con él. Zeus le concedió lo que quisiera y él eligió dormir por siempre, joven e inmortal. Hesíodo, que da la versión más antigua, especifica que el don concedido fue el de ser despensero de su propia muerte cuando Endimión quisiera morir. Autores posteriores dicen que Selene y Endimión tuvieron cincuenta hijas, las Menai. En las Grandes Eeas se nos dice que Endimión fue llevado por Zeus al cielo, y se quedó enamorado de Hera que fue engañado con la imagen de una nube, y luego es arrojado del cielo a causa de su amor, fue a parar a las profundidades del Hades. Epiménides concreta lo anterior, diciendo que «Endimión, cuando vivía junto a los dioses, se enamoró de Hera, por lo cual, encolerizado Zeus, lo condenó a dormir para siempre». Una versión tardía nos dice que el Sueño (Hipno), amaba a Endimión y no cierra los ojos de su amado ni siquiera mientras duerme, sino que lo arrulla con los ojos bien abiertos para que pueda disfrutar sin interrupción del placer de contemplarlos.

### Muerte
Respecto a la muerte de Endimión no dicen lo mismo los heracleotas que los eleos, pues los eleos muestran un sepulcro de Endimión. Dicen que su tumba se encontraba en el estadio de Olimpia en el lugar de salida de los corredores. Los habitantes de Heraclea de Caria, de cerca de Mileto, dicen que se encuentra en el monte Latmo donde hay un santuario dedicado a Endimión.

### Versiones racionalizantes
Existen varias versiones racionalizantes acerca de Endimión y la Luna. Plinio el Viejo menciona a Endimión como el primer ser humano que observó los movimientos de la Luna, que (según el mismo autor) consideró el amor de Endimión.Fulgencio dice que la Luna se enamoró del pastor Endimión por una de dos razones. Bien porque Endimión fue el primer hombre que descubrió las huellas de la Luna, por lo que no habiendo estudiado nada en su vida salvo este descubrimiento se dice que durmió durante treinta años. O bien porque la humedad del rocío nocturno y la luna vivificante empapan la savia de la hierba que son un buen alimento para las ovejas.

### Menciones ulteriores
En su honor, el poeta romántico John Keats escribió Endymion. El nombre del cráter lunar Endymion (de acuerdo con su grafía latina, Endymion, que es transcripción de la griega Ἐνδυμίων), conmemora a esta figura mitológica. El personaje Endymion del manga y anime de Sailor Moon está inspirado en él.

| Predecesor: Etlio o Clímeno | Reyes míticos de Élide | Sucesor: Epeo |